# Вуолы
Вуо́лы (фин. Vuole) — деревня в Куйвозовском сельском поселении Всеволожского района Ленинградской области России.

## История
Деревня Вуолы возникла в конце 20-х годов XVIII века.
Её первое картографическое упоминание — селение Волы, происходит в 1727 году на карте А. Ростовцева, при этом на весьма подробной шведской карте Ингерманландии 1704 года селения Вуолы ещё нет.
Вуольская евангелическо-лютеранская церковь в честь святого Иоанна была построена в Вуолах на средства графа Рагузинского в 1730 году. Достаточно вместительная, деревянная, она была рассчитана на 585 молящихся одновременно.
На «Карте окружности Санкт-Петербурга» 1810 года упоминается село под названием Вола и две деревни под названием Волы.
В 1834 году в относящейся к приходу Вуолы деревне Софолово (фин. Sohvola, сейчас урочище Саффолово) родился знаменитый ижорский рунопевец Онтропо Мельников.

ВОЛЫ — деревня принадлежит графу Александру Остерману Толстому, жителей по ревизии 163 м. п., 193 ж. п., в ней кирка деревянная Евангелическо-Лютеранского прихода. (1838 год)
На этнографической карте Санкт-Петербургской губернии П. И. Кёппена 1849 года она обозначена как деревня «Wuoles», расположенная в ареале расселения эвремейсов. В пояснительном тексте к этнографической карте указано количество её жителей на 1848 год: эвремейсов — 164 м. п., 179 ж. п., а также ижоры 61 м. п., 47 ж. п., всего 451 человек.

ВОЛЫ — деревня гр. Остермана-Толстаго, по просёлкам, 52 двора, 165 душ м. п. (1856 год)
Число жителей деревни по X-ой ревизии 1857 года: 164 м. п., 159 ж. п..

ВУОЛЫ — деревня владельческая, состоит из деревень Аговамякки и Гарваземякки, при реке Явлоге, 65 дворов, 146 м. п., 148 ж. п. (1862 год)
В 1862 и 1873—1874 годах кирха реставрировалась на средства, выделенные кассой взаимопомощи.
В 1863 году в приходе имелась богадельня для неимущих.
В 1865 году прихожан было 3472 человека.
В 1869 году временнообязанные крестьяне деревни Вуолы выкупили свои земельные наделы у князей Д. А., П. Б., Б. К., К. Л. и М. В. Голицыных.
- Деревня Вуолы на карте 1872 года

Вуолы являлось одним из крупнейших селений в здешних местах. В 1875 году оно состояло из 60 дворов. Больше было только в Никулясах, несуществующих ныне: в Верхних — 83 двора и в Нижних — 93 двора. Для сравнения: в Матоксе — всего 8 дворов.
В 1875 году в деревне открылась церковно-приходская школа. Учителем в ней работал выпускник Колпанской семинарии В. Кокка.
Согласно подворной переписи 1882 года в деревне проживала 71 семья, число жителей: 221 м. п., 219 ж. п., лютеране: 176 м. п., 160 ж. п., разряд крестьян — собственники, а также пришлого населения 11 семей, в них: 27 м. п., 25 ж. п., все лютеране: 19 м. п., 17 ж. п.. В 1882 году, по данным Материалов по статистике народного хозяйства, сбором на продажу лесных ягод в деревне занимались 28 семей.

ВУОЛЫ — село бывшее владельческое Матокской волости при озере Саркяярви, дворов — 60, жителей — 354; Церковь лютеранская, школа, лавка. (1885 год).

С 1889 года в Вуолах работала воскресная школа.

АГОВОМЯКИ — посёлок, составляет часть селения Вуолы, Вуольского сельского общества 5 дворов, 12 м. п., 14 ж. п., всего 26 чел.

ВЕЗО-МЯКИ — посёлок, составляет часть селения Вуолы, Вуольского сельского общества 4 двора, 9 м. п., 11 ж. п., всего 20 чел.

КУОПИЕМЯКИ — посёлок, составляет часть селения Вуолы, Вуольского сельского общества 5 дворов, 8 м. п., 18 ж. п., всего 26 чел.

ЛАОКОМЯКИ — посёлок, составляет часть селения Вуолы, Вуольского сельского общества 4 двора, 15 м. п., 11 ж. п., всего 26 чел.

РЯМСИ — посёлок, составляет часть селения Вуолы у о. Пузоярви 17 дворов, 31 м. п., 36 ж. п., всего 67 чел.

СЕППЯНМЯКИ — посёлок, составляет часть селения Вуолы, Вуольского сельского общества 8 дворов, 29 м. п., 21 ж. п., всего 50 чел.

СОРВОЛИМЯКИ — посёлок, составляет часть селения Вуолы, Вуольского сельского общества 26 дворов, 44 м. п., 43 ж. п., всего 87 чел. евангелическо-лютеранская кирка, мелочная лавка в крестьянском доме.

СУДЕЛОМЯКИ — посёлок, составляет часть селения Вуолы у о. Сиркоярви 2 двора, 8 м. п., 7 ж. п., всего 15 чел. кожевенная мастерская, кожевенная лавка.

ТАРОСТОМЯКИ — посёлок, составляет часть селения Вуолы 3 двора, 18 м. п., 17 ж. п., всего 35 чел.

УТУЛОВО — посёлок, составляет часть селения Вуолы, Вуольского сельского общества близ р. Авлоги 11 дворов, 38 м. п., 38 ж. п., всего 76 чел. школа ведомства Имп. Санкт-Петербургского Воспитательного дома, хлебозапасный магазин.

ХАНУКСЕМЯКИ — посёлок, составляет часть селения Вуолы 6 дворов, 17 м. п., 25 ж. п., всего 42 чел.

ХАРВОЗЕМЯКИ — посёлок, составляет часть селения Вуолы, Вуольского сельского общества 6 дворов, 16 м. п., 17 ж. п., всего 33 чел. (1896 год)

В 1891 году в деревне открылась первая библиотека.
В деревне Вуолы жила выдающаяся ингерманландская рунопевица Лукерья Васильевна Меликова.
В конце XIX — начале XX века деревня административно относилась к Матокской волости 2-го стана Шлиссельбургского уезда Санкт-Петербургской губернии. Население деревни было однородным — финским.
В 1914 году в деревне работали: двухклассная земская школа (Вуольское училище, открыто в 1910 году), учителем в которой был Николай Александрович Сопанен и одноклассная церковно-приходская школа, заведующий — священник Фёдор Матвеевич Зейфорт; учитель — Зинаида Константиновна Тимофеева, а также лютеранская церковно-приходская школа, где учительствовал Вильям Вильгельмович Кокка и церковно-приходская богадельня.
Пастором в Вуольской Евангельско-лютеранской церкви был Василий Васильевич Перопиус (Вилхелм Перониус).
Изменение численности населения прихода Вуолы-Никулясы с 1842 по 1917 год:

### 1920-е — 1940-е
Эти годы являются самыми трагичными в истории края. С одной стороны, это годы подъёма сельского хозяйства и промышленности, годы военного строительства. С другой стороны, эти годы принесли местному населению много горя.
Согласно переписи населения СССР 1926 года деревня Вуолы была единственным населённым пунктом Вуольского сельсовета:

ВУОЛЫ — деревня в Вуольском сельсовете Ленинградского уезда, 130 хозяйств, 609 душ.

Из них: русских — 30 хозяйств, 60 душ м. п. и 81 ж. п. всего 141 душа; ингерманландцев — 100 хозяйств, 200 душ м. п. и 268 ж. п. всего 468 душ. (1926 год)

В 1929 году в деревне Вуолы образовался первый колхоз — «Кипина» (фин. kipinä — искра). Зажиточные хуторяне были раскулачены и высланы, а их земли были поделены между оставшимися жителями деревни.
Не позднее 1933 года Вуольский сельсовет был присоединён к Гарболовскому сельсовету.
Территория Куйвозовской волости входила с 1930 года в Куйвозовский финский национальный район (с 1936 года его центр был перенесён в Токсово), который был ликвидирован в 1939 году. Заселена эта земля была в основном ингеманландцами, которые жили хуторами. В начале 30-х годов район состоял из 23 финских сельсоветов и одного русского. Севернее деревни Гарболово находились хутора Маттыломяки, Хоккосмяки, Перимяки, Лавозимяки, Сепелемяки, Большое Соело, Малое Соело и другие. К востоку от Гарболова кипела жизнь в деревне Волоярви, в которой было 55 дворов, и в деревне Вуолы, где было 130 дворов.
В 1931 году кирха была закрыта и до 1933 года использовалась как клуб. Последние годы пастором в ней был Адам Куортти, который за то, что вёл занятия приходской школы, организовал хор и не сообщил в ГПУ фамилии людей, уехавших в 1929 году в Финляндию, был обвинён особой тройкой ГПУ и приговорён к смертной казни, которая была заменена заключением в Соловецкий лагерь.
Во время коллективизации здесь было образовано три колхоза; председателем одного из них был Митрофанов. Население Вуол в это время продолжало оставаться в основном финским. Коллективные формы хозяйствования не были характерны для финского населения: испокон века они крестьянствовали хуторами. Уклад сельской жизни, устоявшийся веками, был разрушен.
На территории Токсовского национального района действовали школы, преподавание в которых велось на финском языке (в частности, в Гарболове в 1937 году открылась финская школа), издавались газеты и журналы на родном населению языке, проводились национальные праздники и, конечно, действовали кирхи, где велось богослужение на финском языке.
Согласно переписи населения СССР 1939 года:

ВУОЛЫ — деревня Гарболовского сельсовета Парголовского района, 448 чел. (1939 год)

- Деревня Вуолы на карте 1939 года

Согласно топографической карте РККА 1939 года деревня насчитывала 100 дворов. В 1939 году, когда началась советско-финская война, национальный район был ликвидирован, начались репрессии против финнов — финские школы закрыты, издания на финском языке запрещены. Хотя, надо заметить, что выселение финнов с территории Куйвозовской волости начались ещё раньше, когда в середине 30-х годов началось строительство укреплённого района вдоль государственной границы с Финляндией.
В конце 1930-х годов возникла необходимость укрепления северо-западных границ Советского Союза. По прямому указанию правительства вдоль всей линии границы с Финляндией стали создаваться военные городки, строиться доты, дзоты, возникли противотанковые надолбы и т. п., то есть создавался укреплённый район. Строился он не на пустом месте. Многочисленные финские хутора были ликвидированы, людей выселяли в другие деревни и области, в частности, в Вологодскую область. Так в 1936 году исчезли Пунакюля, Сепелемяки. В 1939 году перестали существовать деревни Маттыломяки, Хоккосмяки. Из рассказов старожилов известно об исчезновении приблизительно двух десятков деревень севернее Гарболова. Среди них — Рогосары, Перемяки, Лавоземяки и др. Чуть позже, в начале 40-х опустели д. Вуолы, Волоярви, Верхние и Нижние Никулясы, причём в 1940 году деревня Вуолы насчитывала 100 дворов, а Волоярви — 65. В июле 1941 года была организована отправка эшелона, который вместил 2500 человек из Куйвозовского, Гарболовского, Лехтусского и Волоярвского сельсоветов. Старожил деревни Гарболово М. М. Максимова рассказывала, как ей с мамой и братом удалось убежать из этого эшелона на одном из полустанков и добраться до Вологодской области, где она и пережила войну.
В 1942 году людей «эвакуировали» под конвоем, давая им 24 часа на сборы. Так жительница деревни Вуолы вспоминала, как в марте 1942 года их дважды пытались вывезти: у Ладоги они попадали под бомбёжку, в результате чего приходилось возвращаться. Людей выселяли в Иркутскую область, семь вагонов отправили в Красноярский край. Жили на новом месте сначала в бараках, которые остались от заключённых, потом «отстроились». Работали на лесоповале.

### Современность
После войны мало кто вернулся в родные места: Вуолы и Матокса находились в то время в запретной зоне. По чьему-то преступному неразумению, могилы древнего лютеранского кладбища в Вуолах в 1950-е годы сровняли с землей танками Тацинской танковой бригады, располагавшейся тогда в Гарболове. «Военные повыдёргивали все кресты и погрузили в грузовик. Очевидно в металлолом». Обезлюдевшие вуольские холмы стали полями колхоза «Красный сеятель».
По данным 1966, 1973 и 1990 годов деревня Вуолы входила в состав Куйвозовского сельсовета.
В 1997 году в деревне проживали 6 человек, в 2002 году — 5 человек (все русские), в 2007 году — 2.

## География
Деревня расположена в северной части района на автодороге А120 (Санкт-Петербургское северное полукольцо, бывшая 41А-189 «Магистральная» (Р21 — Васкелово — А121 — А181)).
Находится в двух километрах к юго-востоку от Гарболова.
Расстояние до административного центра поселения 6 км.
Расстояние до ближайшей железнодорожной станции Грузино — 6 км.

## Демография
| 1862 | 2007 | 2010 | 2017 |
| ---- | ---- | ---- | ---- |
| 294  | ↘2   | ↗9   | →9   |

### Национальный состав
Согласно данным Всероссийской переписи населения 2021 года в деревне проживали 2 человека, все русские.

## Инфраструктура
Согласно справке администрации Куйвозовского сельского поселения за 2012 год в деревне Вуолы имеется один жилой одноэтажный дом без удобств 1940 года постройки.

## Известные уроженцы
- Александр Александрович Авенариус (1797—1892) — действительный статский советник
- Яков Александрович Авенариус (1788—1859) — гоф-медик

## Фото
- Кирха в Вуолах. 1911 год
- Пасторат прихода Вуолы. 1911 год